# شناور نظامی ۲۰۱۰
شناور نظامی ۲۰۱۰ (به انگلیسی: Combat Boat 2010) یک کشتی است که طول آن ۲۴٫۱ متر (۷۹ فوت ۱ اینچ) می‌باشد.